# Aleksej Černov
Aleksej Sergeevič Černov (in russo Алексей Сергеевич Чернов?; Kozel'sk, 3 giugno 1998) è un calciatore russo, portiere dell'Ufa.

## Carriera
Cresciuto nel settore giovanile del Kaluga, ha esordito in prima squadra l'l1 ottobre 2015 disputando l'incontro di 2. Division perso 3-0 contro la Dinamo Brjansk. Il 3 luglio 2017 è stato acquistato con l'Ufa con cui ha esordito il 13 luglio 2019 disputando l'incontro di Prem'er-Liga perso 3-2 contro l'Ural.